# Isabel de Olvera
 (août 2023).
Isabel de Olvera est une femme d'origine raciale mixte aux XVIe et XVIIe siècles. Elle vit à Querétaro, au Mexique, et fait partie de l'expédition de Juan Guerra de Resa à Santa Fe, envoyée pour renforcer la revendication espagnole sur la province colonisée de Santa Fe de Nuevo México. Avant de partir en expédition, Olvera, servante d'une Espagnole, a déposé une remarquable déposition sous serment auprès de l'alcalde mayor de Querétaro,,.

## Déposition
Isabel de Olvera a dicté sa déposition devant trois témoins : Mateo Laines, un homme noir libre vivant à Querétaro ; Anna Verdugo, une femme métisse qui vivait près de la ville, et Santa Maria, une femme noire esclave de l'alcalde mayor. La déposition se déroule comme suit:
Je pars en expédition au Nouveau-Mexique et j'ai quelque raison de craindre d'être importunée par quelque individu du fait que je suis une mulâtresse, et il convient de protéger mes droits dans une telle éventualité par un affidavit montrant que je suis une femme libre, non mariée et la fille légitime d'Hernando, un nègre, et d'une Indienne nommée Magdalena [...] Je demande donc à votre grâce d'accepter cet affidavit, qui montre que je suis libre et non liée par le mariage ou l'esclavage. Je demande qu'une copie dûment certifiée et signée me soit remise afin de protéger mes droits, et qu'elle ait pleine autorité juridique. Je réclame justice'.